# Bingöl
Bingöl er en tyrkisk by beliggende i det østlige Tyrkiet. Byen udgør desuden centrum i provinsen Bingöl.
Der er ca. 165.867 (pr. 2020) indbyggere i byen og 281.768 indbyggere i hele provinsen (pr. 2020) Provinsen er opdelt i 7 distrikter med i alt 314 tilknyttede landsbyer. Provinsen dækker et område på 8.125 km². 

## Demografi
Provinsen er domineret af etniske zazaer. Størstedelen af befolkningen er sunnimuslimer, men der er en betydelig alevi -befolkning i de nordlige distrikter.